# Dinastija Balti
Dinastija Balti je kraljevska dinastija Vizigota, germanskog naroda koji se suprotstavio Rimskom Carstvu kojem je slabila moć. Dobili su ime po gotskoj riječi "balpa" ili "balta" (balþa) što znači ćelav. Poznati su i pod nazivom Baltunzi ili Baltinzi. Članovi ove dinastije nazivaju se Baltima.

## Povijest
Balti su bili germanska grupa koja se borila za prevlast s ostalim gotskim narodima. Bili su izravni protivnici Amalija. Međutim, kraljevsku dinastiju je osnovao Alarik I. koji je osvojio i opljačkao Rim u kolovozu 410. godine. Dinastija je vladala velikim dijelom teritorija rimske Galije, a kasnije i Hispanijom gdje su osnovali Vizigotsko kraljevstvo koje je tralalo do 711. godine kada je uništeno maurskom invazijom sa sjevera Afrike.
Izravna linija je nestala 420. godine Valijinom smrću, međutim njega je naslijedio Alarikov nezakoniti sin, tako da se dinastijska linija nastavila preko nezakonite djece. 
Od Balta su potekle neke plemenite europske porodice, kao na primjer Don Pelayo iz Asturije, ili dinastija Kapeta iz Francuske.
Ovoj dinastiji pripadali su sljedeći vizigotski kraljevi:
- Alarik I. (395. – 410.)
- Ataulf (410. – 415.)
- Sigerik (415.)
- Valija (415. – 419.)
- Teodorik I. (419. – 451.)
- Turismund (451. – 453.)
- Teodorik II. (453. – 466.)
- Eurik (466. – 484.)
- Alarik II. (484. – 507.)
- Gesalek (507. – 511.)
- Amalarik (511. – 531.)